# Zach Galifianakis
Zachary Knight "Zach" Galifianakis (* 1. října 1969 Wilkesboro, Severní Karolína) je americký stand-up komik, herec a pianista. Je znám pro svá četná vystoupení ve filmu a televizi, například v pořadu Comedy Central Presents. Hrál rovněž Alana Garnera v komediích Pařba ve Vegas, Pařba v Bangkoku, Pařba na třetí a v komedii Na doraz (2010).

## Mládí
Narodil se v roce 1969 ve Wilkesboro v Severní Karolíně. Matka Mary Frances (rozená Cashion) provozovala centrum pro umění a otec Harry Galifianakis byl prodejce topného oleje. Galifianakisovi prarodiče z otcovy strany emigrovali z řeckého ostrova Kréta. Galifianakis byl pokřtěn v otcově řecké pravoslavné víře. Jeho matka má anglický, seversko-Irsko skotský, skotský, velšský, francouzský a irský původ. Má dva sourozence – mladší sestru Merritt a staršího bratra Grega. Jeho bratrancem je karikaturista listu The Washington Post Nick Galifianakis. Jeho strýc, také Nick Galifianakis, byl kongresmanem za Severní Karolínu v letech 1967–1973.
Zach Galifianakis studoval na Wilkes Central High School, poté studoval komunikaci na North Carolina State University, studia ale nedokončil.

## Mezi dvěma kapradinami
Galifianakis má řadu videí na internetových stránkách Funny or Die s názvem Between Two Ferns with Zach Galifianakis, kde provádí rozhovory s oblíbenými osobnostmi mezi dvěma kapradinami v květináčích. Dělal rozhovory se známými osobnostmi (v Americe) jako je Jimmy Kimmel, Michael Cera, Jon Hamm, Natalie Portman, Charlize Theron, Bradley Cooper (s krátkým vystoupením Carrot Top), Conan O'Brien a Andy Richter, Andy Dick (s krátkým vystoupením), Ben Stiller, Steve Carell, Sean Penn, Bruce Willis, Tila Tequila, Jennifer Aniston, Will Ferrell, Justin Bieber a Barack Obama. Jeho styl rozhovoru se skládá z klasických, typických otázek a někdy i nevhodných sexuálních dotazů a připomínek. Mnoha z jeho otázek zůstanou nezodpovězeny a následuje jen "trapné ticho".

## Osobní život
Dne 11. srpna 2012 si vzal Quinn Lundbergovou, spoluzakladatelku dobročinného spolku Growing Voices, svatba se konala na UBC farm ve Vancouveru v Britské Kolumbii. Dne 7. září 2013 se jim narodil syn a Galifianakis tak promeškal premiéru filmu Zpropadené dědictví, protože se zúčastnil jeho porodu.

## Filmografie

### Film
| Rok       | Název                                    | Role                         | Poznámky                    |
| --------- | ---------------------------------------- | ---------------------------- | --------------------------- |
| 1998–2002 | Stella shorts                            | Santa                        | krátkometrážní film         |
| 1999      | Flushed                                  | Muž                          |                             |
| 2001      | Před svatbou ne!                         | Bill                         |                             |
| 2001      | Bubliňák                                 | Muž na zastávce autobusu     |                             |
| 2001      | Corky Romano - Noční můra mafie          | Dexter                       |                             |
| 2001      | Šílenci na prknech                       | Luke                         |                             |
| 2002      | Hlubina                                  | Divný Wally                  |                             |
| 2007      | Útěk do divočiny                         | Kevin Wallis                 |                             |
| 2008      | Mejdan v Las Vegas                       | Dave                         |                             |
| 2008      | Visioneers                               | George                       |                             |
| 2009      | The Ballad of G.I. Joe                   | Snow Job                     | krátkometrážní film         |
| 2009      | Gigantický                               | Bezdomovec                   |                             |
| 2009      | Pařba ve Vegas                           | Alan Garner                  |                             |
| 2009      | G-Force                                  | Ben Paredes                  |                             |
| 2009      | Lítám v tom                              | Steve Sewa                   |                             |
| 2009      | Utajená operace                          | Hermit                       |                             |
| 2009      | Little Fish, Strange Pond                | Bucky                        |                             |
| 2009      | Mládí v hajzlu                           | Jerry                        |                             |
| 2010      | Blbec k večeři                           | Therman Murch                |                             |
| 2010      | Něco jako komedie                        | Bobby                        |                             |
| 2010      | Na doraz                                 | Ethan Tremblay / Ethan Chase |                             |
| 2011      | Pařba v Bangkoku                         | Alan Garner                  |                             |
| 2011      | Kocour v botách                          | Humpty Dumpty (hlas)         |                             |
| 2011      | Mupeti                                   | Hobo Joe                     |                             |
| 2012      | Tim and Eric's Billion Dollar Movie      | Jim Joe Kelly                |                             |
| 2012      | Volte mě!                                | Marty Huggins                | také producent              |
| 2013      | Pařba na třetí                           | Alan Garner                  |                             |
| 2013      | Arcade Fire in Here Comes The Night Time | Kapitán Zach                 | Speciál (NBC)               |
| 2014      | Zpropadené dědictví                      | Ben Baker                    |                             |
| 2014      | A zase ti Mupeti!                        | Hobo Joe                     | Cameo                       |
| 2014      | Birdman                                  | Jake                         |                             |
| 2016      | Zilionáři                                | David Ghantt                 |                             |
| 2016      | Špióni odvedle                           | Jeff Gaffney                 |                             |
| 2017      | Tulipánová horečka                       | Gerrit                       |                             |
| 2017      | LEGO Batman film                         | Joker (hlas)                 |                             |
| 2018      | V pasti času                             | šťastné médium               |                             |
| 2019      | The Sunlit Night                         | Haldor                       |                             |
| 2019      | Hledá se Yetti                           | pan Link/Susan (hlas)        |                             |
| 2019      | Between Two Ferns: The Movie             | sám sebe                     | také scenárista a producent |

### Televize
| Rok             | Název                                    | Role                              | Poznámky                                             |
| --------------- | ---------------------------------------- | --------------------------------- | ---------------------------------------------------- |
| 1996, 1997      | Boston Common                            | Bobby                             | 5 dílů                                               |
| 1997            | Apartment 2F                             | Zach                              | 5 dílů                                               |
| 2003–05         | Volání mrtvých                           | Davis                             | 27 dílů                                              |
| 2005–07         | Reno 911!                                | Frisbee                           | 4 díly                                               |
| 2006            | Dog Bites Man                            | Alan Finger                       | 9 dílů, také scenárista a producent                  |
| 2006            | Tom Goes to the Mayor                    | Dr. Vickerson (voice)             | 2 díly                                               |
| 2006            | Wonder Showzen                           | Uncle Daddy (voice)               | díl: „Horse Apples“                                  |
| 2007            | The Sarah Silverman Program              | Fred Blorth                       | díl: „Humanitarian of the Year“                      |
| 2007–10         | Tim and Eric Awesome Show, Great Job!    | Tairy Greene / Various characters | 7 dílů                                               |
| 2008–současnost | Between Two Ferns with Zach Galifianakis | Host                              | 22 dílů                                              |
| 2009–2010       | Americký táta                            | Různé hlasy                       | 2 díly                                               |
| 2009–11         | Znuděný k smrti                          | Ray                               | 24 dílů                                              |
| 2010            | Funny or Die Presents                    | Cast (Just 3 Boyz)                | Díl #1.10                                            |
| 2010            | Dva a půl chlapa                         | Stu                               |                                                      |
| 2010–13         | Saturday Night Live                      | Sám sebe / Moderátor              | 3 díly                                               |
| 2012–15         | Bobovy burgery                           | Chet / Felix (hlas)               | 7 dílů                                               |
| 2012–16         | Comedy Bang! Bang!                       | Sám sebe / Santa Claus            | 5 dílů                                               |
| 2013            | Kroll Show                               | Různé postavy                     | díl: „The Greatest Hits of It“                       |
| 2013            | The Chris Gethard Show                   | Sám sebe                          | díl: „Who Wants a Haircut“                           |
| 2013, 2014      | Tim and Eric's Bedtime Stories           | Zach                              | 2 díly                                               |
| 2013, 2014      | Brody Stevens: Enjoy It!                 | Sám sebe                          | 12 dílů                                              |
| 2014            | Simpsonovi                               | Lucas Bortner (hlas)              | díl: „Jedlík Lucas“                                  |
| 2014            | Triptank                                 | Jack(hlas)                        | díl: „Crossing the Line“                             |
| 2016–2019       | Baskets                                  | Chip Baskets / Dale Baskets       | 30 dílů, také tvůrce, scenárista a výkonný producent |
| 2016            | Bajillion Dollar Propertie$              | The Bloodhound                    | díl: „Victoria Awakens“                              |

### Hudební videa
| Rok  | Název                   | Role        | Umělec            |
| ---- | ----------------------- | ----------- | ----------------- |
| 2007 | "Not About Love"        | Fiona Apple | Fiona Apple       |
| 2007 | "Can't Tell Me Nothing" | Sám sebe    | Kanye West        |
| 2012 | "Outta My System"       | Kouzelník   | My Morning Jacket |
| 2013 | "Spring Break Anthem"   | Sám sebe    | The Lonely Island |